# 大槌町立大槌学園
大槌町立大槌学園（おおつちちょうりつおおつちがくえん）は、岩手県上閉伊郡大槌町にある公立の義務教育学校である。
大槌町立大槌小学校と大槌町立大槌中学校の統合により2016年（平成28年）4月に開校し、2016年4月、義務教育学校に移行した。同学園は、4・3・2制を導入し、中1ギャップへの対処など、従来の学年の枠組みにとらわれないカリキュラムを取り入れている。5年生から一部に教科担任制を導入し、大槌町独自の復興教育である「ふるさと科」にも力を入れている。

## 沿革

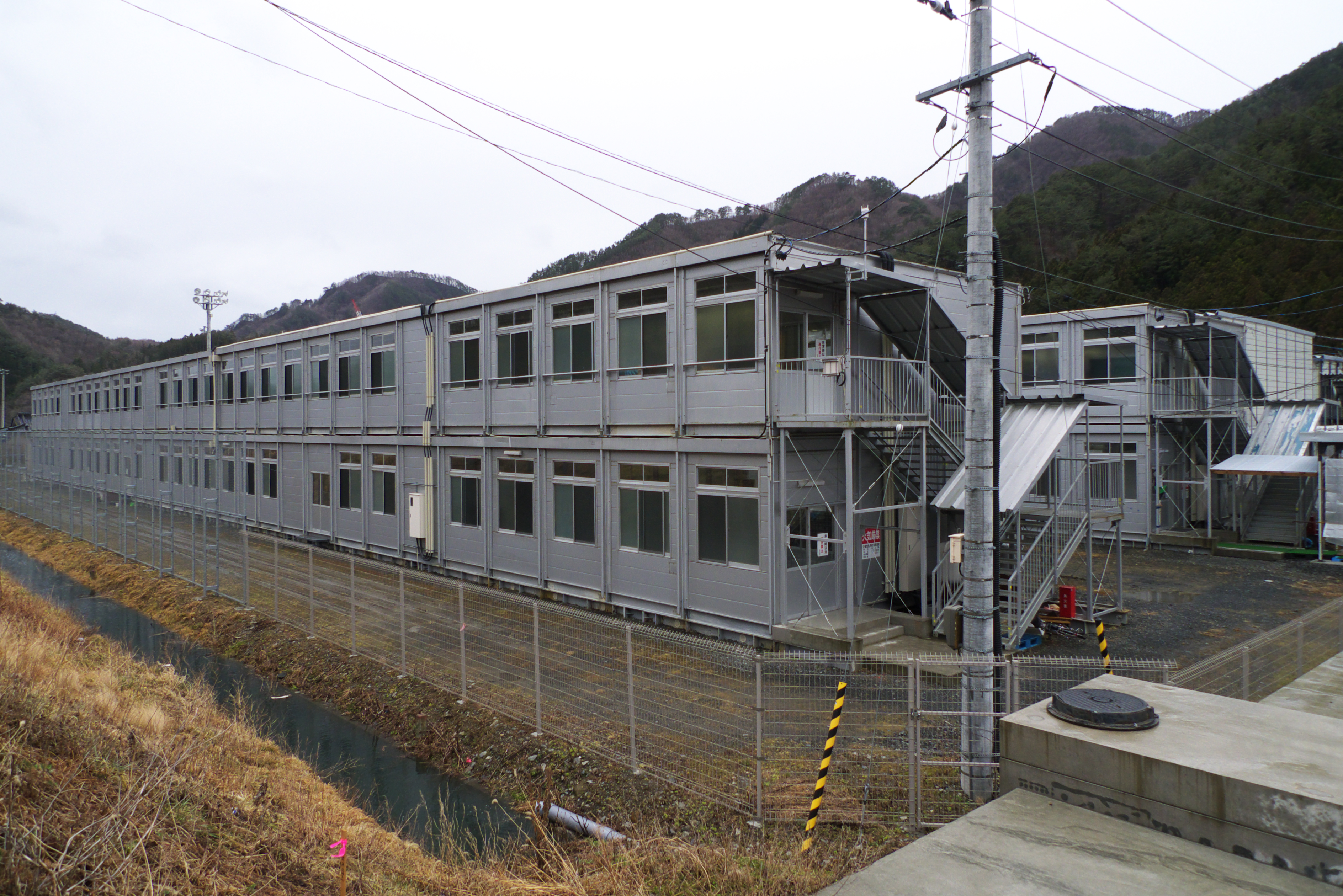
仮設時代の校舎

2013年4月、大槌町立安渡小学校、大槌町立赤浜小学校、大槌町立大槌小学校、大槌町立大槌北小学校が統合し、大槌町立大槌小学校が設立された。2016年4月、大槌小学校と大槌中学校が統合して、小学部6年・中学部3年の小中一貫校である大槌学園となり、学校教育法一部改正法により新設された義務教育学校に、岩手県で初めて移行した。

### 年表
- 2013年（平成25年）4月 - 大槌町立安渡小学校、大槌町立赤浜小学校、大槌町立大槌小学校、大槌町立大槌北小学校が統合し、大槌町立大槌小学校となる。校舎は各校が合同で使用していた小鎚第22地割の仮設校舎をそのまま使用。
- 2016年（平成28年）
  - 4月1日 - 大槌小学校と大槌中学校が統合し、小中一貫校の大槌町立大槌学園として開校。
  - 9月 - 大槌第15地割に建設した校舎竣工[4]。
  - 9月26日 - 大槌第15地割に新設された現校舎に移転[5]。

## 学校行事
| - 4月 紹介式・始業式・入学式・児童生徒総会 - 5月 児童生徒朝会・体育祭・通信陸上大会（前期） - 6月 学園朝会・地区中総体・期末テスト（後期） | - 7月 児童生徒朝会・職場体験・期末面談・県中総体・終業式・地区駅伝（後期）・地区水泳大会 - 8月 始業式・実力テスト（後期）地区陸上・児童生徒朝会 - 9月 児童生徒朝会・陸上記録会（5.6年）・地区新人戦・宿泊体験学習・中間テスト | - 10月 県駅伝・児童生徒朝会・岩手県学力調査・9年実力テスト・県新人戦・学園祭・QU検査・修学旅行 - 11月 児童生徒朝会・連合音楽会・児童生徒会役員選挙・9年実力テスト・県新人戦・岩手県中学文化祭・期末テスト - 12月 学力検査・児童生徒総会・期末面談・終業式 | - 1月 始業式・9年実力テスト・中1英語確認調査・部活動仮入部 - 2月 児童生徒朝会・登校班集会・新入生1日入学・期末テスト - 3月 学園朝会・実力テスト・9年生を送る会・修了式・卒業式・離任式 |

## 生徒会活動
- 生徒会役員
  - 生徒会長
  - 生徒会副会長（9年8年各1名）
  - 書記長
  - 書記次長（9年8年各1名）
  - 会計（9年8年各1名）
    - 生活委員長
    - 学習委員長
    - 保健委員長
    - 広報委員長
    - 環境委員長
    - 図書委員長
    - 応援委員長
    - 合唱委員長

## 部活動
- 野球部（吉里吉里学園と合同チーム）
- サッカー部
- 男子ソフトテニス部
- 女子ソフトテニス部
- 男子バドミントン部
- 女子バドミントン部
- 男子バスケットボール部
- 女子バスケットボール部
- 男子卓球部
- 女子卓球部
- 剣道部
- 柔道部
- 吹奏楽部
- 総合文化部

## 通学区域
- 大槌町[6]
  - 旧大槌小学校区 - 臼沢、花輪田、桜木町、上町、本町、栄町、大町の一部、須賀町、小枕、長井、種戸、徳並、一の渡、蕨打直
  - 旧安渡小学校区 - 安渡一丁目、安渡二丁目、安渡三丁目、港町、新港町
  - 旧赤浜小学校区 - 赤浜一丁目、赤浜二丁目
  - 旧大槌北小学校区 - 大ケ口、大ケ口住宅、源水、沢山、安渡一丁目の一部、新町、末広町、大町の一部、和野、前段、戸沢、中山、中川原、戸保野、安瀬の沢、元村、対間、下屋敷

## 付近にある施設
- 岩手県立大槌高等学校（隣接[5]）
- E45 三陸沿岸道路大槌インターチェンジ

## 交通
- 大槌町民バス循環線で、「旧きらり商店街」バス停から、徒歩約740m・約11分（大槌高校との分岐路付近の門まで・校舎までは更に移動を要す）
- 三陸鉄道リアス線大槌駅から、
  - 上述の町民バスに乗車し、「旧きらり商店街」バス停下車後、徒歩。
  - 徒歩で約2km弱・約30分（最短ルート移動した場合）。